# Internationales Forschungszentrum für soziale und ethische Fragen
Das Internationale Forschungszentrum für soziale und ethische Fragen (ifz) wurde 1961 gegründet und 2009 neu ausgerichtet. Der Fokus liegt auf empirischer Sozial- und Evaluationsforschung. Die gemeinnützige Institution des kirchlichen  Rechts ist eine Einrichtung der Erzdiözese Salzburg.

## Aufgaben und Ziele
Das ifz bearbeitet Grundfragen und aktuelle Fragestellungen der Sozialethik. Dabei stehen Fragen nach geglücktem Leben und guter Gesellschaft stets im Zentrum. Die Ergebnisse von Studien und Forschungsprojekten sollen konkrete Hilfestellungen bei gesellschaftlichen Problemen bieten und ihr Nutzen soll auch für Menschen außerhalb des Forschungsbetriebes zugänglich und gut verständlich sein. Das ifz legt Wert auf eine interdisziplinäre und ganzheitliche Herangehensweise mit Bezug zur Praxis. Interdisziplinarität, die Förderung von Nachwuchswissenschaftlern sowie nationaler und internationaler wissenschaftlicher Austausch sind besondere Anliegen des Forschungszentrums.
Begründet wurde das ifz als Ort der Begegnung von Wissenschaft, Wirtschaft und Gesellschaft. Die Forschungseinrichtung fühlt sich der christlichen Tradition und christlichen Werten wie Menschenwürde und Solidarität verpflichtet.

## Organisation
Institutioneller Sitz des Internationalen Forschungszentrums war bis Januar 2022 das Edith-Stein Haus auf dem Salzburger Mönchsberg. Es diente als Raum für Forschung, Veranstaltungen und unterschiedliche Formen der interdisziplinären Zusammenarbeit. Im Januar 2022 siedelte das ifz in die Dreifaltigkeitsgasse 12, ins Zentrum von Salzburgs.
Clemens Sedmak (Philosophie und Theologie) leitete das ifz in seiner Funktion als Präsident bis Ende 2017. Auf ihn folgte Helmut P. Gaisbauer (Politikwissenschaft). Seit September 2021 steht Christian Lagger dem ifz als Präsident vor. Clemens Sedmak, Silvia Traunwieser und Andreas Koch fungieren als Vizepräsidenten, bzw. als Vizepräsidentin. Geschäftsführerin des ifz ist Michaela Rohrauer (Rechtswissenschaften).

## Forschungsstruktur
Die Forschung am ifz gliedert sich derzeit in drei Schwerpunkte.

### Forschungsbereiche
- Gesundheit und Generationen

Projekte in diesem Forschungsschwerpunkt befassen sich mit der Verbindung zwischen Gesundheit und ‚gutem Leben‘. Im Fokus stehen Fragen nach einer gelingenden Kindheit, einem würdigen Altern und Sterben, aber auch danach, wie es Menschen gelingt, in Schwierigen Umfeldern wie dem Krankenhausalltag oder der Politik ihre Menschlichkeit zu bewahren. Der Capability-Ansatz von Amartya Sen und der Fokus auf  fundamentale Menschenrechte geben in vielen der Projekte den theoretischen Rahmen.
- Lebensraum und Gemeinschaft

Praktische Projekte stehen im Zentrum des Schwerpunktes „Lebensraum und Gemeinschaft“. Dazu gehören unter anderem die wissenschaftliche Begleitung des Sozialfestivals Tu was, dann tut sich was., einer Initiative, die Bürger zur Eigeninitiative motiviert, um das Zusammenleben in unterschiedlichen österreichischen Regionen zu verbessern. Ebenfalls Teil dieses Schwerpunktes ist das Mentoringprojekt ‚Lernen macht Schule‘. Das Freiwilligenprogramm bildet Studierende zu Lernbuddys aus, um Schüler aus sozial benachteiligten Familien in ihrem Alltag zu begleiten und zu unterstützen.
- Arbeit und Arbeitslosigkeit

Das ifz befasst sich ebenfalls mit neueren Entwicklungen innerhalb der Arbeitsforschung, wie auch der Veränderung von Arbeit und dem Umgang mit Arbeitslosigkeit. Seit 2015 ist das Forschungszentrum zudem als eine von 19 Forschungseinrichtungen am Projekt RE-InVEST beteiligt. RE-InVEST ist ein Projekt des EU-Förderprogramms Horizont 2020, welches von der Europäischen Kommission ausgeschrieben wird. Es untersucht soziale Investitionen und Arbeitsmarktpolitik im Kontext des Sozialinvestitionspakets (SIP) der EU mit dem Ziel, Impulse für eine stärker solidarisch und inklusiv ausgerichtete Europäische Union zu geben.

## Publikationen
Aus den Forschungsprojekten des ifz gehen unterschiedlichste deutsche und englische Publikationen hervor. Diese erscheinen in Form von Büchern, Sammelbänden oder Artikeln. Thematisch behandeln sie vornehmlich sozialethische Themen, wie etwa die Anwendung des Capabiliy-Ansatzes beim Umgang mit Kindern und Jugendlichen, Erkenntnisse aus der Arbeitsforschung und Armutsbekämpfung und Arbeiten zum Thema Resilienz.
Gemeinsam mit dem Zentrum für Ethik und Armutsforschung der Universität Salzburg gibt das ifz zudem die Schriftenreihe „Salzburger Beiträge zur Sozialethik“ heraus. Ihr Schwerpunkt liegt in den Themen Armut, soziale Ausgrenzung, Inklusion und Identität.